# Baltic Supramax Index
Le Baltic Supramax Index (BSI) est un indice des prix pour le transport maritime de vrac sec. Cet indice est publié par la société britannique Baltic Exchange basée à Londres. Il entre dans la composition du Baltic Dry Index (BDI).

## Méthodologie
Le BSI est une moyenne pondérée des prix des affrètements (uniquement charte-parties sur la durée) de navires Supramax sur les 6 routes maritimes suivantes1:
| Abréviation | Type de cargo                        | Port en lourd du navire (en tonnes) | Route | Coefficient |
| ----------- | ------------------------------------ | ----------------------------------- | --- | ----------- |
| S1A         | Non applicable (affrètement à temps) | 52 454                              | Livraison et retour entre Skaw et Anvers, retour entre Singapour et le Japon (durée 60 à 65 jours)            | 0.125       |
| S1B         | Non applicable (affrètement à temps) | 52 454                              | Livraison en passant Çanakkale, retour entre Singapour et le Japon (durée 50 à 55 jours)                      | 0.125       |
| S2          | Non applicable (affrètement à temps) | 52 454                              | Livraison et retour entre le Japon et la Corée du Sud, pour un voyage dans le Pacifique (durée 35 à 40 jours) | 0.25        |
| S3          | Non applicable (affrètement à temps) | 52 454                              | Livraison entre le Japon et la Corée du Sud, retour entre Skaw et Gibraltar (durée 60 à 65 jours)             | 0.25        |
| S4A         | Non applicable (affrètement à temps) | 52 454                              | Livraison sur le Golfe du Mexique, retour entre Skaw et Cap Passero (durée 30 jours)                          | 0.125       |
| S4B         | Non applicable (affrètement à temps) | 52 454                              | Livraison entre Skaw et Cap Passero, retour sur le Golfe du Mexique (durée 30 jours)                          | 0.125       |

La définition des routes composant l'indice est sujette à modification par le Baltic Exchange.
L'indice est publié chaque jour du lundi au vendredi à 13 heures (fuseau horaire de Singapour).
En juillet 2011, le panel de courtiers maritimes consultés pour les prix des affrètements était composé de: Ausea Beijing, Barry Rogliano Salles, Clarksons, L Dens (Shipbrokers) Ltd, Lightship Chartering A/S, Howe Robinson & Co Ltd, Ildo Chartering Corporation, Icap Shipping Ltd, John F Dillon & Co, Maersk Broker, Rigel Shipping, Simpson Spence & Young Ltd et Yamamizu Shipping Co Ltd.
Le BSI est un des indices utilisé pour le règlement de contrats à terme (comme les forwards) dans le secteur du transport maritime.